# خيران (السليل)
خيران، هي قرية من فئة (ب) تقع في محافظة السليل، والتابعة لمنطقة الرياض في السعودية. وتبعد خيران عن محافظة السليل بمسافة تقارب (15) كم.
يسكن خيران قبيلة آل ضويان الوداعين الدواسر 
شيخ قبيلة ال ضويان الشيخ :محمد بن ابراهيم بن بادي ال ضويان الدوسري
تمتاز خيران بوفرة المياة وكثرة المزارع و النخيل بشتى انواع التمور
يحد المركز من جهة الشرقية ( الداهنة ) ويوجد بها المدينة الجامعية لجامعة الأمير سطام بن عبدالعزيز بالسليل - طالبات 
ومن جهة الغربية يحدها مركز تمرة 